# フライアッシュ

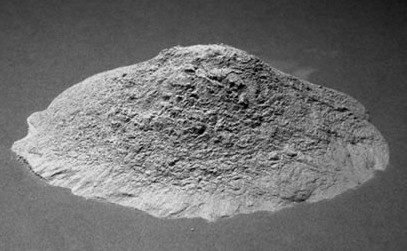
フライアッシュ

フライアッシュ (Fly ash) は、石炭を燃焼する際に生じる灰の一種のこと。

## 生成
石炭を燃料として用いる火力発電所（大型ボイラー）では、燃焼時に大量の灰が生成される。フライアッシュは、燃焼ガスとともに吹き上げられるレベルの球状の微粒子であり、電気集塵機などで回収される。 

## 使用
かつては産業廃棄物であったが、コンクリートと相性が良く、骨材にすると耐久性や施工性、流動性を向上させることが着目されたことから、工業製品として位置づけられるようになった。例えば、コンクリート内でセメント内のアルカリ成分との反応によって珪酸ソーダが発生し、周囲から水を吸収・膨張して圧力によるひび割れが発生する、アルカリシリカ反応の抑制を可能としている。現在では、日本工業規格で品質規格が定められている (JIS A6201-1999)。
吸水性が非常に高いため、汚泥処理やシールド工法によって排出される流動性残土の処理の際に混合し、埋め戻し剤として使用される。そのほか、埋め立て工事の土質改善剤や、比重が小さいため、土留工事や擁壁工事などで地泥と混合して使用される。また、映画などでは埃を表現する際に使われ、特に特撮映画での使用が多い。

## 運搬
専用の粉粒体運搬車などで運搬される。車両の後部に積載品目として「フライアッシュ」と明記されていることから、製品自体や使用目的はともかく、名称自体の認知度は高い。

## 国際間の移動

### 日本
2000年代以降、日本国内ではフライアッシュが火力発電所などから継続的に発生する一方、セメントの需要が極端に減り始め、フライアッシュの再資源化が難しくなった。再資源化ができない場合、電力会社などは産業廃棄物としての処分を余儀なくされるため、海外の旺盛なセメント需要に着目して輸出を開始している。輸出量は年々増加し、2014年（平成26年）時点では約160万トン。相手国は、大部分が大韓民国となっている。なお、輸出に当たっては日本の廃棄物の処理及び清掃に関する法律（廃棄物処理法）のほか、バーゼル条約に抵触しないよう諸条件をクリアすることが必要である。

### 韓国
日本から大量の石炭灰（フライアッシュ）を輸入する韓国は、2019年（平成31/令和元年）に日本との間の摩擦が経済紛争状態を呈するようになると、報復手段として石炭灰の検査を強化した。輸入申告時に公認機関の放射能検査成績書と重金属成分分析書を提出し、通関のたびに放射線の簡易測定結果の提出を求めることとした。なお、放射能検査は福島第一原子力発電所事故を受けて継続的に行っている水産物検査を連想させるものであるが、実際に石炭灰から生じる放射線量の大半はアメリカ合衆国など海外の石炭からもたらされる環境放射線由来のものとなっている。